# Kuss um Mitternacht
Kuss um Mitternacht (jap. 午前0時、キスしに来てよ, Gozen 0-ji, Kisu Shi ni Kite yo) ist ein Manga von Rin Mikimoto, der seit 2015 in Japan erscheint. Das Werk ist in die Genres Shōjo und Romantik einzuordnen.

## Inhalt
Früh aufstehend, fleißig und klug ist Hinana Hanazawa eine Musterschülerin – nicht nur die beste ihrer Klasse, sondern auch Schülersprecherin. Doch neben all dem Lernen und dem Helfen im Haushalt schwärmt sie heimlich für Romanzen und Liebesfilme und hofft, dass sie eines Tages auf ihren Traumprinzen trifft. Ihre Chance scheint gekommen, als der berühmte Schauspieler Kaede Ayase an Hinanas Schule einen Film dreht und sie, wie alle anderen aus dem Schülerrat, als Statistin daran mitwirken soll.
So kann Hinana den gutaussehenden Ayase aus der Nähe kennenlernen. Dabei merkt sie aber schnell, dass sich hinter seiner Fassade ein Spanner steckt,  der allen Mädchen hinterherläuft und auf ihre Höschen starrt. Dennoch ist Hinana weiter von ihm fasziniert und trifft ihn bald darauf zufällig im Kino, als sie sich einen Liebesfilm anschaut. Er ist hilfsbereit und freundlich und scheint tatsächlich an ihr interessiert zu sein. Doch führen diese Kontakte sogleich zu Gerüchten, die über sie und den berühmten Schauspieler in Umlauf kommen.

## Veröffentlichung
Der Manga erschien von April 2015 bis Mai 2020 im Magazin Bessatsu Friend in Japan. Der Verlag Kodansha brachte die Kapitel auch in zwölf Sammelbänden heraus. Diese verkauften sich jeweils über 100.000 mal.
Eine deutsche Übersetzung von Hana Rude erschien von November 2017 bis Januar 2021 bei Tokyopop mit allen zwölf Bänden. Der Ableger des japanischen Verlags Kodansha Comics in den USA veröffentlicht eine englische Fassung unter dem Titel Kiss Me at the Stroke of Midnight. Edizioni Star Comics brachte eine italienische Fassung heraus.